# Buff Bagwell
Pour les articles homonymes, voir Bagwell.
Marcus Alexander Bagwell (né le 10 janvier 1970 à Marietta) est un catcheur et acteur américain connu sous le nom de Buff Bagwell. Il est principalement connu pour son travail à la World Championship Wrestling (WCW) de 1991 à 2001.
Il commence sa carrière en 1991 et il rejoint rapidement la WCW. Là-bas, il remporte le championnat du monde par équipes de la WCW à cinq reprises : une fois avec 2 Cold Scorpio puis deux fois avec The Patriot ; une fois avec Scotty Riggs et une fois avec Shane Douglas.

## Jeunesse
Marcus Alexander Bagwell est le fils de Judy et Steve Bagwell. Il pratique de nombreux sports durant sa jeunesse. A 12 ans, il remporte le Golden Gloves de l'état de Géorgie dans sa catégorie d'âge et de poids. Au lycée, il fait partie des équipes de baseball et de football américain.

## Carrière de catcheur

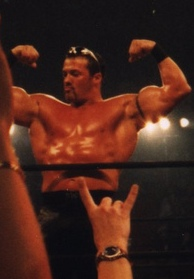
Buff Bagwell en 1998

### Débuts (1991)
Marcus Alexander Bagwell s'entraîne pour devenir catcheur auprès de Steve Lawler. Il fait ses premiers combats en Géorgie sous le nom de Fabulous Fabian. Il remporte son premier titre à la Georgia All-Star Wrestling où il devient champion par équipes de cette fédération avec Chris Walker. Leur règne prend fin le 16 juin après leur défaite face à Jammer et Slammer.
Il va ensuite au Texas travailler à la Global Wrestling Federation sous le nom de Handsome Stranger. Il se hisse en finale d'un tournoi pour désigner le champion Télévision de cette fédération mais il échoue face à Eddie Gilbert (en) le 4 octobre.

### World Championship Wrestling (1991–2001)

#### Première année à la WCW (1991-1992)
Marcus Alexander Bagwell rejoint la World Championship Wrestling (WCW) à la fin de l'année 1991 et lutte sous son véritable nom. Il est alors utilisé comme un mid-carder et il perd plusieurs matchs pour le championnat du monde Télévision de la WCW ainsi que des matchs pour le championnat par équipes des États-Unis de la WCW.

#### Premier titre par équipes avec2 Cold Scorpio(1993-1994)
Marcus Alexander Bagwell commence à faire équipe avec 2 Cold Scorpio à la fin du mois de février 1993. Le 4 octobre, ils deviennent champion du Monde par équipes de la WCW en battant The Nasty Boys (Brian Knobbs et Jerry Sags). Leur règne est assez bref puisque The Nasty Boys récupèrent leur titre 20 jours plus tard à Halloween Havoc. Après cela, ils continuent à faire équipe ensemble jusqu'au départ de 2 Cold Scorpio au printemps 1994.

#### Alliance avecThe Patriot(1994-1995)
En 1994, The Patriot devient l'équipier de Marcus Alexander Bagwell et ils forment l'équipe Stars & Stripes. Ils ont un gimmick de patriotes, que ce soit le masque de The Patriot ou leur tenues.

#### New World Order
Le 25 novembre 1996, Bagwell rejoint la New World Order avec Scott Norton (équipe Vicious and Delicious) et les légendes Masahiro Chono et The Great Muta. Il se retourne face à Scotty Riggs et change son nom en Buff Bagwell. Il participe à la nWo Japan, la version New Japan Pro Wrestling de la nWo. À son retour en Amérique, il s'attaque à Lex Luger. Bagwell bat Luger à Starrcade.
Le 22 avril 1998 à edition of Thunder, Bagwell se blesse aux vertèbres après un diving bulldog de Rick Steiner. Bagwell et Scott Steiner  forment alors l'équipe "Buff and Bad". En janvier 1999, Bagwell et Steiner rejoignent le Wolfpac. Mais cette alliance prend fin à Uncensored quand Bagwell coûte le titre WCW World Television Championship à Steiner après l'avoir assommé avec une chaise.

#### New Blood
En juin 1999, Bagwell s'attaque au WCW President Ric Flair et Vice President Roddy Piper. Dans un 3-round boxing match avec Piper à Bash at the Beach, Bagwell sort vainqueur. En septembre 1999, Bagwell s'attaque à Berlyn. En novembre, il bat Curt Hennig dans un retirement match. Bagwell s'attaque ensuite à Diamond Dallas Page après avoir insulté Kimberly. Eric Bischoff l'engage dans la New Blood alliance, pour faire équipe avec Shane Douglas. Bagwell et Douglas remportent les ceintures World Tag Team Championship sur Ric Flair et Lex Luger. Bagwell est battu par Luger à Slamboree après un Torture Rack.
En août 2000, Miss Hancock, la petite amie de David Flair, le quitte. Flair accuse Bagwell. Ils règlent leurs comptes dans un First Blood match à Halloween Havoc, Bagwell ressort victorieux face à Flair mais Lex Luger l'attaque après le match et le blesse. 

### World Wrestling Federation
Après le rachat de la WCW par la World Wrestling Federation en mars 2001, Bagwell a signé un contrat avec la WWF. Le 1er juillet 2001, Bagwell fait face à Booker T dans un house show et apparaît le 2 juillet à Raw is War, dans un match face à Booker T pour le titre WCW World Heavyweight Championship. Le match est déclaré nul après l'intervention de Stone Cold Steve Austin et Kurt Angle. Il s'attaque aussi aux Acolytes.

### X Wrestling Federation/World Wrestling All-Stars
Après la WWF, Bagwell rejoint la promotion de Jimmy Hart, la X Wrestling Federation, 12 et 13 novembre 2001. 
En 2001 et 2002, Bagwell fait son tour d'Europe et d'Australie avec la World Wrestling All-Stars. À l'automne 2001, il catche à Inception pay-per-view où il remporte la battle royal après avoir perdu en demi-finale face à Jeff Jarrett pour le titre WWA World Heavyweight Championship. A UK tour, il fait face à Stevie Ray et le bat dans plusieurs match. Il fait ensuite équipe avec son WWA rival Stevie Ray face à Brian Christopher et Ernest Miller. En automne 2002, il participe à Retribution pay-per-view. 

### Total Nonstop Action Wrestling (2002–2003, 2006)
Bagwell fait plusieurs apparitions à la Total Nonstop Action Wrestling en 2002 et 2003.
Le 27 avril 2006, lors d'un épisode de TNA Impact! il est vu comme étant peut-être le Sting pour Sacrifice le 14 mai 2006.

### Circuit indépendant (2006–present)
Bagwell continue de catcher sur le circuit indépendant, comme à la NWA Mid-Atlantic, en Virginie, Caroline du Nord, Caroline du Sud et en Géorgie.

## Palmarès
- American Wrestling Association Superstars of Wrestling (AWA Superstars of Wrestling)
  - 1 fois champion du monde par équipes de l'AWA Superstars of Wrestling avec The Patriot[a],[14]

- Cleveland All-Pro Wrestling (CAPW)
  - 1 fois champion poids lourd unifié de la CAPW[15]

- Georgia All-Star Wrestling (GASW)
  - 1 fois champion par équipes de la GASW avec Chris Walker[16]
- Great Championship Wrestling (GCW)
  - 1 fois champion par équipes de la GCW avec Scott Steele[17]

- Mid-Atlantic Championship Wrestling (MACW)
  - 4 fois champion poids lourd de la MACW[18]
  - 3 fois champion par équipes de la MACW avec Dusty Rhodes puis deux fois avec Rikki Nelson[19]
  - 1 fois champion Hardcore de la MACW[20]
- National Wrestling Alliance Blue Ridge (NWA Blue Ridge)
  - 1 fois champion Télévision de la NWA Blue Ridge[21]

- Ultimate National Wrestling Alliance (Ultimate NWA)
  - 1 fois champion poids lourd de l'Ultimate NWA[22]

- World Championship Wrestling (WCW)
  - 5 fois champion du Monde par équipes de la WCW une fois avec 2 Cold Scorpio, deux fois avec The Patriot, une fois avec Scotty Riggs et une fois avec Shane Douglas[23]

## Récompenses des magazines
- Pro Wrestling Illustrated
  - 2e comeback de l'année en 1999[24]

| Année | 1991 | 1992 | 1993 | 1994 | 1995 | 1996 | 1997 | 1998 | 1999 | 2000 | 2001 | 2002 | 2003 | 2004 |
| ----- | ---- | ---- | ---- | ---- | ---- | ---- | ---- | ---- | ---- | ---- | ---- | ---- | ---- | ---- |
| Rang  | 255  | 77   | 104  | 93   | 97   | 124  | 89   | 174  | 66   | 85   | 150  | 163  | 188  | 324  |